# Shigella flexneri
Shigella flexneri es una especie de bacteria Gram negativa de la familia Enterobacteriaceae y pertenece al serotipo B de Shigella. Ocasiona diarrea en humanos; si bien existen antibióticos efectivos, algunas de sus cepas han desarrollado mecanismos de resistencia a antibióticos. Existen vacunas dirigidas a una respuesta inmune serotipo específica.
S. ﬂexneri provoca la polimerización de la actina de la célula que infecta a fin de desplazarse por su citosol; esta actividad precisa de las proteínas bacterianas ActA e IcsA, respectivamente, y algunos elementos como el complejo Arp2/3, VASP, vinculina  y N-WASP, propios de la célula hospedadora eucariota.